# Ми-40

## История
През 1983 г. в конструкторското бюро „Мил“ започва работа по боен хеликоптер, предназначен за транспортиране на десантно отделение и едновременно с това снабден с мощно ракетно-оръдейно въоръжение. Новият модел е обозначен като Ми-40. Машината е руски еквивалент на американския боен хеликоптер UH-60 „Black Howk“.
Първият проект на мащината е готов през 1984 г., но поради финансови трудности работата временно е прекратена. В същото време съветските военни правят поръчка за разработване на базата на Ми-40 на нов хеликоптер по схемата NOTAR (No Tail Rotor) – система без рулеви винт.
КБ „Мил“ се завръща отново към проекта Ми-40 през 1992 г., когато финансирането на програмата е възобновено.

## Тактико-технически характеристики
Хеликоптерът Ми-40 е изпълнен по класическата едновинтова схема с рулеви винт. Повечето възли и системи са заимствани от модела Ми-28. Основната разлика е в конструкцията на фюзелажа.
В предната част на корпуса е разположена кабината на екипажа. Товарната кабина, с вместимост 8 десантчици, се намира в центъра на корпуса, точно зад пилотската кабина.
Шасито е триопорно, прибиращо се по време на полет, с предно носово колело.